# ピーター・ファーストブルック
ピーター・ファーストブルック（Peter Firstbrook、1933年5月11日 - 1985年2月22日）は、カナダ出身の男性フィギュアスケート選手。1952年オスロオリンピックカナダ代表。1950年、1951年、1952年カナダフィギュアスケート選手権優勝。

## 主な戦績
| 大会/年      | 1950-1951 | 1951-1952 | 1952-1953 |
| ------------ | --------- | --------- | --------- |
| オリンピック |           | 5         |           |
| 世界選手権   |           | 7         | 7         |
| カナダ選手権 | 1         | 1         | 1         |